# Kolbaievîci, Sambir
Kolbaievîci (în ucraineană Колбаєвичі) este un sat în comuna Ceaikovîci din raionul Sambir, regiunea Liov, Ucraina.

## Demografie
Componența lingvistică a localității Kolbaievîci
     Ucraineană (99,67%)
     Alte limbi (0,33%)
Conform recensământului din 2001, majoritatea populației localității Kolbaievîci era vorbitoare de ucraineană (99,67%), existând în minoritate și vorbitori de alte limbi.